# النواصر (آيت بو الطيب)
النواصر هو دُوَّار يقع بجماعة إنشادن، إقليم شتوكة آيت باها، جهة سوس ماسة في المملكة المغربية. ينتمي الدوّار لمشيخة آيت بو الطيب التي تضم 6 دواوير. يقدر عدد سكانه بـ 1072 نسمة حسب الإحصاء الرسمي للسكان والسكنى لسنة 2004.

## روابط خارجية
- البوابة الوطنية للجماعات الترابية
- المندوبية السامية للتخطيط